# Lanškroun
Lanškroun (tyska: Landskron) är en stad i Tjeckien. Den ligger i distriktet Ústí nad Orlicí och regionen Pardubice, i den östra delen av landet, 160 km öster om huvudstaden Prag. Lanškroun ligger 383 meter över havet och antalet invånare är 10 031 (2016).
Terrängen runt Lanškroun är kuperad norrut, men söderut är den platt. Runt Lanškroun är det ganska glesbefolkat, med 43 invånare per kvadratkilometer. Närmaste större samhälle är Česká Třebová, 12,0 km väster om Lanškroun. Trakten runt Lanškroun består till största delen av jordbruksmark.